# Rubriek (handschrift)

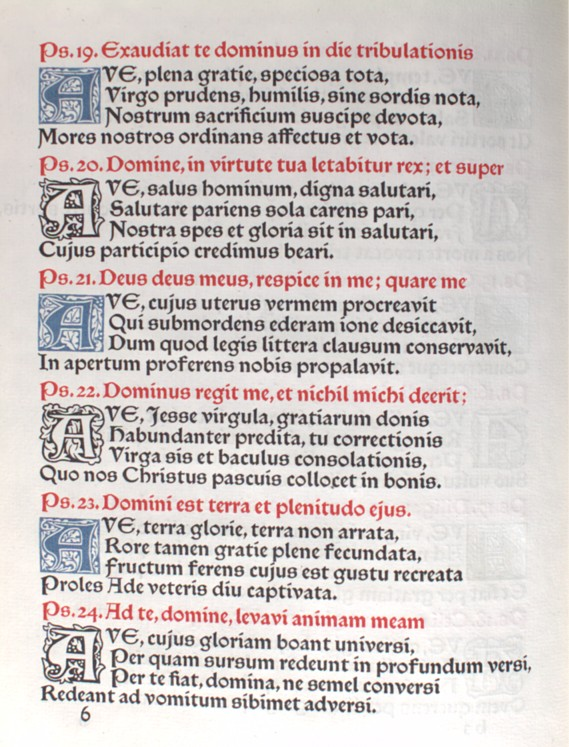
Meerdere rubrieken in het rood

Een rubriek (van het Latijn: rubrica = rode aarde of rode kleurstof) is een met rode inkt geschreven regel in een manuscript. De rubriek geeft aan wat er volgt en is dikwijls afgekort. Het is geen titel zoals wij die vandaag kennen, maar veeleer een soort index om in een tekst snel een bepaald onderdeel te kunnen terugvinden.
Rubriceren werd standaard toegepast in getijdenboeken, breviaria en andere gebedenboeken. In getijdenboeken staat de naam van het gebed of de naam of het nummer van de psalm die volgt meestal niet vermeld, maar staat er gewoon 'psalm' of 'antifoon', enzovoorts om aan te duiden wat het type gebed is dat volgt. Een rubriek kan ook, zoals in het voorbeeld rechts hierbij, aangeven dat hier een bepaald gebed moet gebeden worden zonder dat het gebed zelf is opgenomen. Dit type van rubriek, de verwijzing naar een tekst die elders moet gevonden worden, komt zeer frequent voor in breviaria, waar de tekst die op een bepaalde dag moet gebeden worden verwijst naar psalmen, antifonen en gebeden die in een andere sectie van het boek moeten opgezocht worden. In dat geval staat er wel degelijk bij welke psalm of welk gebed bedoeld wordt.

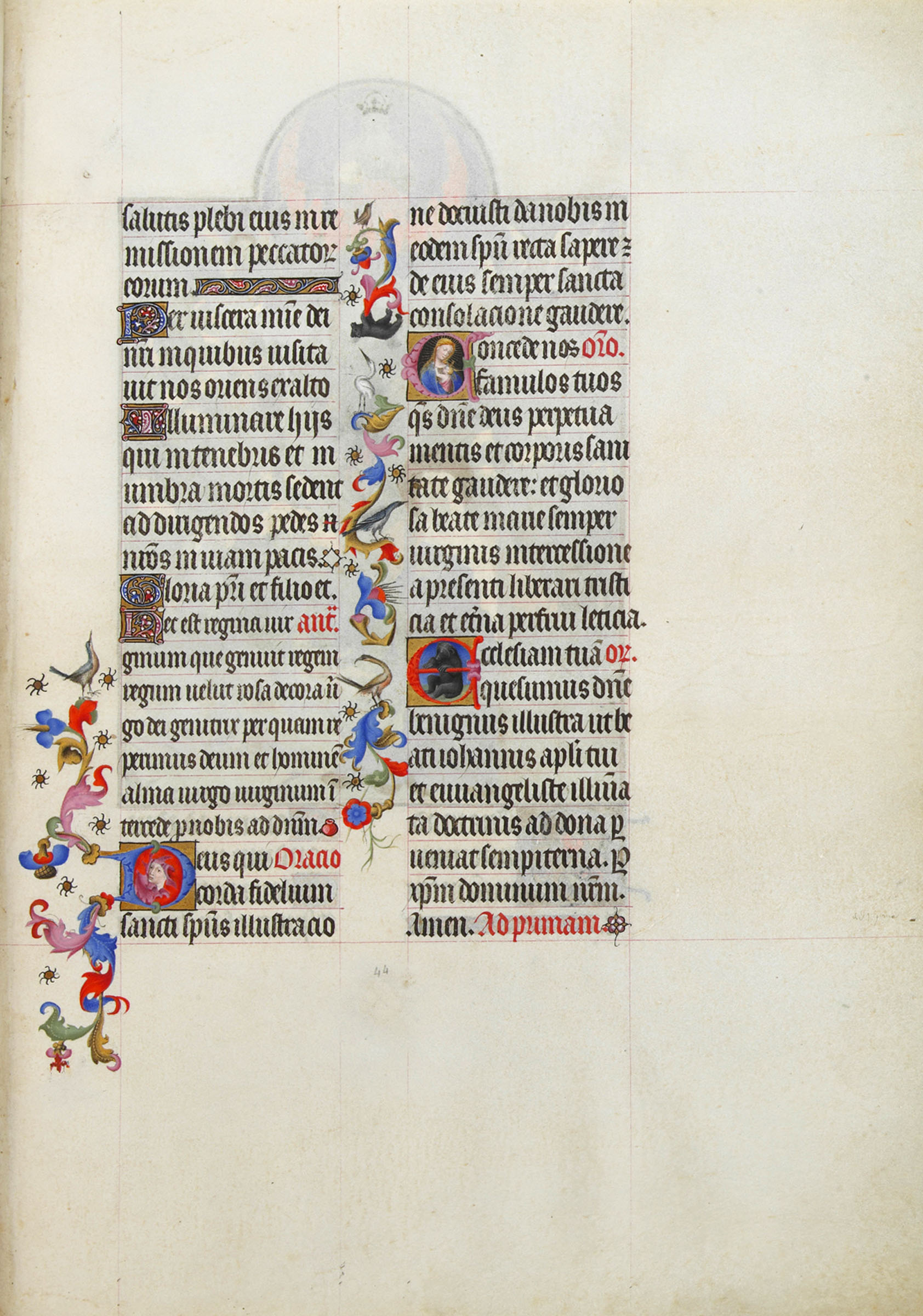
Les Très Riches Heures du duc de Berry

Een ander voorbeeld links toont de gebruikelijke rubrieken in een getijdenboek, zoals ant, Oracio, oro, or en Ad primas, die respectievelijk een antifoon en enkele gebeden (oracio en zijn afkortingen) aankondigen, zonder specifiek te zeggen welke antifoon of gebeden. De laatste rubriek, 'Ad primas', duidt aan dat de volgende bladzijde begint met de gebedsstonde, die men de priem noemt.
In een missaal is het een met rode letters aangegeven regel als voorschrift bij bepaalde liturgische gebeden of handelingen. De tekst van het gebed zelf staat dan in het zwart gedrukt.
Ook in incunabelen werd er nog gerubriceerd. In dat geval werd de gedrukte tekst aangevuld met handgeschreven rubrieken (tweekleurendruk kende men nog niet bij het begin van de boekdrukkunst). Een mooi voorbeeld hiervan is te vinden in de Delftse Bijbel van de Bibliotheek van de Sint-Bernardusabdij te Bornem.
Rubricisme is het nauwgezet volgen van de rubrieken en de richtlijnen van de liturgie. De term wordt soms met een negatieve bijklank gehanteerd om een louter formalistische attitude op het vlak van liturgische regels aan te duiden.
Rubriceren is het aanbrengen van rubrieken in een handschrift of incunabel.